# ポート・インペリアル市街地コース
座標: 北緯40度46分37秒 西経74度00分40秒 / 北緯40.776853度 西経74.011120度
ポート・インペリアル市街地コース（Port Imperial Street Circuit）は、F1ニュージャージーグランプリとして使用予定の、アメリカ・ニュージャージー州の市街地コース。

## 解説
アメリカ・ニューヨークからハドソン川を挟んで対岸の、ニュージャージー州ウィーホーケンとウェストニューヨーク間のパリセーズ峡谷、ポートインペリアル周辺の市街地コースである。
コースデザイナーはヘルマン・ティルケ。本来はアメリカグランプリ用のサーキットとして構想されたにもかかわらず、F1は現在開催されていない。